# Ricardo Garay
Ricardo Garay Lima (Encarnación, 7 de marzo de 1997) es un futbolista paraguayo que se desempeña en la demarcación de defensa en el Club Atlético Rosario Central de la Primera División de Argentina.

## Trayectoria

### Club Atlético Rosario Central
En julio de 2021 se oficializó su préstamo por dieciocho meses con opción a comprar al fútbol argentino para integrarse con Rosario Central procedente de Nacional de Asunción. Llegó tras disputar 50 partidos entre el torneo local e internacional, además, de marcar en una ocasión.